# Campionato europeo maschile under 18 di calcio 2000
Il Campionato europeo Under-18 fu organizzato in Germania per tutti i calciatori nati dopo il 1º gennaio 1982.

## Squadre qualificate
- Germania (Nazione ospitante)
- Finlandia
- Francia
- Croazia
- Paesi Bassi
- Russia
- Rep. Ceca
- Ucraina

## Gironi

### Gruppo A
| Squadre     | P | V | N | P | GF | GS | DR | Pts |
| ----------- | - | - | - | - | -- | -- | -- | --- |
| Ucraina     | 3 | 2 | 1 | 0 | 3  | 1  | +2 | 7   |
| Germania    | 3 | 2 | 0 | 1 | 6  | 3  | +3 | 6   |
| Paesi Bassi | 3 | 1 | 1 | 1 | 3  | 3  | 0  | 4   |
| Croazia     | 3 | 0 | 0 | 3 | 3  | 8  | -5 | 0   |

### Gruppo B
| Squadre   | P | V | N | P | GF | GS | DR | Pts |
| --------- | - | - | - | - | -- | -- | -- | --- |
| Francia   | 3 | 2 | 0 | 1 | 4  | 2  | +2 | 6   |
| Rep. Ceca | 3 | 1 | 1 | 1 | 4  | 4  | 0  | 4   |
| Finlandia | 3 | 1 | 1 | 1 | 5  | 5  | 0  | 4   |
| Russia    | 3 | 0 | 2 | 1 | 2  | 4  | -2 | 2   |

## Finale
| Norimberga 24 luglio 2000 | Francia | 1 – 0 referto | Ucraina | Frankenstadion |